# Александрувек (Ласький повіт)
Александрувек (пол. Aleksandrówek) — село в Польщі, у гміні Ласьк Ласького повіту Лодзинського воєводства.
Населення — 130 осіб (2011).
У 1975-1998 роках село належало до Серадзького воєводства.

## Демографія
Демографічна структура станом на 31 березня 2011 року:
|          | Загалом | Допрацездатний вік | Працездатний вік | Постпрацездатний вік |
| -------- | ------- | ------------------ | ---------------- | -------------------- |
| Чоловіки | 72      | 13                 | 54               | 5                    |
| Жінки    | 58      | 13                 | 33               | 12                   |
| Разом    | 130     | 26                 | 87               | 17                   |